# 乳児Pの死
「[17]ピーターPornellは17ヶ月齢た英語で50件の以上の傷害を被った後、2007年に死亡した少年のロンドンHerringie局の子どものサービスと国民保健サービス8の期間にわたって（NHS）医療専門家は、数ヶ月、」 " とも呼ばれる『2レイプしようとしたピーターの母親のボーイフレンドの最終試験中にピーター・』ベイビーPの本当の名前は次のように明らかにされた）『ベイビーピーター』 -年-歳の少女。  ピーターの完全なプロフィールは、裁判所が身元不明の殺人者の名前を明らかにした2009年8月10日に取得されました。 

## ソース
1. ↑  Sam Jones (2008年11月12日). “Sixty missed chances to save baby 'used as a punchbag'”. London: The Guardian 2008年11月12日閲覧。
2. ↑  “The Case of Child A”.   Haringey Council (2008年11月12日). 2008年12月8日時点のオリジナルよりアーカイブ。2008年11月12日閲覧。
3. ↑  “Baby P man guilty of raping girl”. BBC News. (2009年5月1日) 2009年5月1日閲覧。
4. ↑  Campbell, Duncan; Sam Jones; David Brindle (2008年11月12日). “50 injuries, 60 visits – failures that led to the death of Baby P”. The Guardian (London) 2008年11月12日閲覧。
5. ↑  “Couple behind Baby P death named”. BBC News. (2009年8月10日) 2009年8月10日閲覧。